# Tomtom (trommel)
Een tomtom (ook: tom) is een cilindrische trommel zonder snaar. Toms bestaan doorgaans uit een ketel met een boven- en ondervel (membraan). Deze vellen zitten aan de ketel bevestigd door middel van een spanrand en stemschroeven, die in een soort moeren aan de zijkant worden gedraaid. Door middel van het al dan niet strak spannen van de vellen, kan de tom hoger en lager klinken. De tomtom maakt sinds het begin van de 20ste eeuw deel uit van het drumstel. Vaak worden toms gebruikt in een fill (een tussenspel of overgang), waarbij de drummer een riff over het gehele drumstel speelt. Na een fill slaat men meestal af op een bekken.
Niet te verwarren met tamtam.

## Opstelling
Heden ten dage zijn twee toms, een high tom van 12×10 (12 duim oftewel 30 cm en 10 duim oftewel 25 cm diep) en een mid tom van 13×11, de meest gebruikte opstelling, en wordt die als standaard beschouwd door de meeste drummers. Samen met een snaredrum van 14 duim (35 cm) en een bassdrum van variërende grootte maken deze sinds de tweede helft van de 20ste eeuw deel uit van het standaarddrumstel van vijf drums.

## Soorten toms

### High tom
Samen met de mid tom is de high tom in de meeste opstellingen bevestigd aan de bassdrum. De meest voorkomende diameter voor een high tom is 25 of 30 cm (10 of 12 duim).

### Mid tom
De meest voorkomende maten voor een mid-tom zijn 30, 33 of 35 cm (12, 13 of 14 duim). Omdat de mid tom groter is dan de high tom, levert deze een lagere toon dan de high tom. (Zie ook Trommel.)

### Low tom
De meest voorkomende maten voor een low tom zijn 35 of 40 cm (14 of 16 duim). Een groot voordeel van een low tom ten opzichte van een floor tom is dat de low tom niet op pootjes staat en daardoor op het podium wat zware resonantie kan veroorzaken.

### Floor tom
De floor tom maakt deel uit van de basisopstelling van het drumstel. De floor tom wordt meestal ondersteund door drie poten. Meestal 40×40 cm (16×16 duim), maar ook 35×35 cm (14×14 duim) (jazz) en 45×40 cm (18×16 duim) zijn bekende maten. De diameter van een floor tom kan oplopen tot 60 cm (24 duim). Sommige (jazz)drummers gebruiken een floor tom als bassdrum. In dat geval wordt de tom horizontaal opgesteld, vaak met behulp van een speciaal ontworpen standaard.